# The Rider (película)
The Rider es una película dramática western de 2017 escrita, producida y dirigida por Chloé Zhao y protagonizada por Brady Jandreau, Lilly Jandreau, Tim Jandreau, Lane Scott y Cat Clifford. Fue rodada en los badlands de Dakota del sur. Fue premiada en la sección de Directors´ Fortnight en el Festival de Cannes el 20 de mayo de 2017, donde ganó el Art Cinema Award. Se estrenó en los cines estadounidenses el 13 de abril de 2018.

## Argumento
Brady vive en la pobreza junto a su padre Wayne y su hermana pequeña Lilly, la cual tiene un problema del trastorno autista. Cuando era una estrella en el rodeo, Brady sufrió un daño cerebral causado por un accidente en una competición, obstaculizando las funciones motoras de su mano derecha, haciéndolo propenso a las convulsiones. Los doctores le dicen que no podrá volver a participar en los rodeos, o hacer cualquier cosa que pueda empeorar su salud física. 
Brade visita regularmente a su amigo Lane, que vive en un centro de cuidados después de haber sufrido severos daños cerebrales por un accidente de rodeo similar. Mientras tanto, su padre hace poco por el cuidado de la familia, gastando su dinero en alcohol y en el juego. Para ayudar a mantener su caravana, él vende su caballo, Gus, lo cual enfurece a Brady. Brady, sin embargo, consigue un trabajo para ganar dinero y ayudar a su familia. 
Brady también se gana la vida en un segundo plano cuidando caballos. Con sus propios ahorros quiere comprar otro caballo, pero su padre se lo compra antes y forma un gran vínculo con el caballo, como el que tenía con Gus. Sin embargo, su constancia como jinete y su negativa a descansar por su lesión cerebral hacen que sufra una convulsión casi mortal. Los médicos ya le habían avisado de su posible muerte si no descansaba de su constante ejercicio físico. Al regresar a casa, Brady descubre que su caballo había intentado escaparse del vallado, lo que le causó una herida permanente en una de sus patas. Sabiendo que el caballo no podría volver a ser montado, le pide a su padre que lo sacrifique, dado que él no es capaz de hacerlo. 
Después de una discusión con su padre, Brady decide participar en un rodeo, a pesar de todas las advertencias de los médicos. Una vez en la competición, antes de que dé comienzo su participación, ve a su padre y a su hermana mirándolo. Finalmente, Brady decide alejarse de la competición y, consecuentemente, de la vida del rodeo.

## Reparto
- Brady Jandreau como Brady Blackburn.
- Tim Jandreau como Wayne Blackburn.
- Lilly Jandreau como Lilly Blackburn.
- Cat Clifford como Cat Clifford.
- Terri Dawn Pourier como Terri Dawn Pourier.
- Lane Scott como Lane Scott.
- Tanner Langdeau como Tanner Langdeau.
- James Calhoon como James Calhoon.

## Recepción
La película obtuvo una respuesta positiva por parte de la crítica cinematográfica. The Rider posee un 97% de comentarios favorables en el sitio web Rotten Tomatoes, basado en un total de 182 reseñas, y una puntuación de 92/100 en Metacritic.